# 732 v.Chr.
Het jaar 732 v.Chr. is een jaartal volgens de christelijke jaartelling.

## Gebeurtenissen

### Assyrië
- Koning Tiglat-Pileser III verovert de stad Damascus, centrum van de macht van de Arameeën.
- Het Assyrische leger verwoest Damascus, koning Razin van Aram wordt geëxecuteerd.

### Palestina
- Koning Hoshea (732 - 722 v.Chr.) regeert over de vazalstaat Israël.
- Hoshea wordt gedwongen Galilea af te staan en moet schatting betalen aan Assur.

## Overleden
- Pekach, koning van Israël
- Razin, koning van Damascus